# 品川高如
品川 高如（しながわ たかゆき）は、江戸時代前期の高家旗本。

## 生涯
旗本品川高久の長男として生まれる。
寛永元年（1624年）、13歳で将軍徳川家光に御目見する。寛永16年（1639年）閏11月7日、父高久の死去により、家督を相続し、表高家に列する。正保元年（1644年）4月10日に高家職に就任し、12月29日に従四位下・内膳正に叙任する。正保3年（1646年）12月晦日、侍従となる。
慶安元年（1648年）、閏正月28日に仁和寺宮覚深法親王が他界したため、仙洞への御使を務める。慶安3年（1650年）9月3日に西丸高家に転任し、翌年に高家に戻る。寛文3年（1663年）4月には徳川家綱の日光東照宮参詣に供奉する。寛文9年（1669年）11月、鷹司房子の入内に際し松平定房の副使として入洛する。12月23日に従四位に昇った。
寛文11年（1671年）4月25日死去、60歳。
本家の今川家は、今川直房の没後、短命の当主が続き、高家職に登用されなかった。それに代わって、分家の品川家から高如、伊氏と2代にわたって高家職に登用された。伊氏の代には本家をしのぐ1500石の知行取りにまでなった。
正妻は松平勝隆の娘（勝隆の姪で養女とも）。後妻は宝樹院（徳川家光側室）の妹。一男あり、重治は、母方の祖父能見松平勝隆の養子になった。品川家は、重治の次男伊氏が相続した。